# گمینا زابوودوو
گمینا زابوودوو (به لهستانی:  Gmina Zabłudów) یک گمینا در لهستان است که در شهرستان بیاوستوک واقع شده‌است. گمینا زابوودوو ۳۳۹٫۷۶ کیلومتر مربع مساحت و ۸٬۴۵۱ نفر جمعیت دارد.